# Parada São Miguel
A Parada São Miguel é uma parada ferroviária que atende aos trens de subúrbios da Estrada de Ferro Campos do Jordão (EFCJ). Foi originalmente inaugurada em 1964, sendo reconstruída em 2015.
Localiza-se no município de Pindamonhangaba.

## História
A parada foi inicialmente inaugurada em 1964, e transportava os produtos agropecuários de uma fazenda próxima, sendo uma simples plataforma coberta por telhas de plástico sustentadas por pilares de madeira. Foi reconstruída pela EFCJ em 2015, recebendo instalações de alvenaria com acessibilidade.